# Kathryn Hays
Kathryn Hays, nata Kay Piper (Princeton, 26 luglio 1933 – Fairfield, 25 marzo 2022), è stata un'attrice statunitense, protagonista dal 1972 al 2010, con il ruolo di Kim Sullivan Hughes, della soap opera Così gira il mondo.

## Biografia
Nel 1968 è stata protagonista del dodicesimo episodio della terza stagione della serie televisiva Star Trek, Il diritto di sopravvivere (The Empath), in cui impersona l'aliena muta ed empatica Gemma (Gem, nell'originale), dotata di poteri di guarigione.
Tra il 1972 e il 2010 prende parte a 1 676 episodi della soap opera Così gira il mondo (As the World Turns), in cui interpreta il ruolo di Kim Hughes.

## Vita privata
È stata sposata tre volte. Dal 1966 al 1969 è stata sposata con Glenn Ford. Dal 1984 al 1986 è stata sposata con Wolf Lieshke. Dal terzo marito ha avuto una figlia, Shari Hays Wells, anch'essa attrice.

## Filmografia parziale

### Cinema
- Sinfonia di guerra (Counterpoint), regia di Ralph Nelson (1968)

### Televisione
- Hawaiian Eye – serie TV, episodio 3x22 (1962)
- Surfside 6 – serie TV, episodio 2x23 (1962)
- La città in controluce (Naked City) – serie TV, 1 episodio (1962)
- The Wide Country – serie TV, episodio 1x25 (1963)
- The United States Steel Hour – serie TV, 1 episodio (1963)
- Il dottor Kildare (Dr. Kildare) – serie TV, 1 episodio (1963)
- Route 66 – serie TV, 1 episodio (1963)
- The Lieutenant – serie TV, episodio 1x02 (1963)
- Undicesima ora (The Eleventh Hour) – serie TV, 1 episodio (1963)
- The Nurses – serie TV, episodio 2x24 (1964)
- Mr. Novak – serie TV, episodio 1x26 (1964)
- Sotto accusa (Arrest and Trial) – serie TV, episodio 1x28 (1964)
- Bonanza – serie TV, episodio 6x03 (1964)
- La parola alla difesa (The Defenders) – serie TV, 1 episodio (1964)
- L'ora di Hitchcock (The Alfred Hitchcock Hour) – serie TV, 1 episodio (1965)
- Il virginiano (The Virginian) – serie TV, episodio 3x21 (1965)
- Organizzazione U.N.C.L.E. (The Man from U.N.C.L.E.) – serie TV, episodio 1x22 (1965)
- Branded – serie TV, episodio 1x12 (1965)
- The Crisis – serie TV, 1 episodio (1965)
- I giorni di Bryan (Run for Your Life) – serie TV, episodio 1x26 (1966)
- I sentieri del west (The Road West) – serie TV, 29 episodi (1966-1967)
- Vacation Playhouse – serie TV, 1 episodio (1967)
- Ai confini dell'Arizona (The High Chaparral) – serie TV, episodio 2x04 (1968)
- Mannix – serie TV, 1 episodio (1968)
- Star Trek – serie TV, episodio 3x12 (1968)
- Arrivano le spose (Here Come the Brides) – serie TV, 1 episodio (1969)
- I nuovi medici (The Bold Ones: The New Doctors) – serie TV, 1 episodio (1971)
- Marcus Welby (Marcus Welby, M.D.) – serie TV, 1 episodio (1969)
- Difesa a oltranza (Owen Marshall, Counselor at Law) – serie TV, 1 episodio (1971)
- Lo sceriffo del sud (Cade's County) – serie TV, 1 episodio (1972)
- Mistero in galleria (Night Gallery) – serie TV, 1 episodio (1972)
- Ghost Story – serie TV, 1 episodio (1973)
- American Playhouse – serie TV, 1 episodio (1989)
- Law & Order - I due volti della giustizia (Law and Order) – serie TV, 1 episodio (1999)
- Law & Order - Unità vittime speciali (Law & Order: Special Victims Unit) – serie TV, 1 episodio (2007)
- Una vita da vivere (One Life to Live) – serie TV, 1 episodio (2010)
- Così gira il mondo (As the World Turns) – serie TV, 1676 episodi (1972-2010)